# Super cool party people
Super cool party people es el 129.º episodio de la serie de televisión japonesa Gilmore Girls.

## Resumen del episodio
Lorelai intenta ocultar su malestar después de lo ocurrido en la boda de Lane, y se siente agradecida cuando Miss Patty cambia la historia para Luke. Con el acercamiento del cumpleaños número 13 de April, Luke está dispuesto a realizarle a su hija una pequeña fiesta en su restaurante; cuando Lorelai se ofrece para ayudar, Luke le dice que no, debido a que es muy pronto para que ella y April tengan más contacto, dejándola incómoda con esa decisión. Sin embargo, al ver que la fiesta es todo un fracaso, Luke debe acudir en ayuda de Lorelai para que ella pueda manejarla situación, y lo logra con éxito. Además, eso permite que Lorelai y April se conozcan más. Pero a quien no le hace mucha gracia eso es a Anna, quien después recibe a Lorelai en su tienda y le explica que si ella y Luke se estabilizan casándose, no habría problema en que April esté en contacto con ella. En otro lado, Rory acude a ver a Logan, quien resultara gravemente herido luego de un peligroso truco con sus amigos, durante un viaje con la Brigada de la Vida y la Muerte por Costa Rica. Por medio de Paris, Rory se entera de cuán mal está en realidad Logan, y al ver que Mitchum no se preocupa por saber cómo está su hijo, Rory decide llamarlo para que vaya al hospital y así lo hace.

## Curiosidades
- Sookie afirma que en la boda de Lane Lorelai tomó 10 tequilas gigantes, aunque esta había dicho que fueron 8 chupitos de tequila.

- Datos: Q6135747